# 司徒文
司徒文（英語：William Anthony Stanton、1947年—），暱稱比爾（Bill），美國資深外交官，現任國立政治大學客座教授，曾任國立清華大學亞洲政策中心主任、副校長、國立陽明大學副校長、美國駐澳洲大使館代辦及副館長、美國駐韓大使館副館長及美國在台協會臺北辦事處處長。
司徒文的前妻凱倫亦為外交官，曾任美國駐東帝汶大使。

## 经历
司徒文父親為愛爾蘭裔和義大利後裔，母親為亞美尼亞人。他生於紐澤西州，以特優成績取得紐約佛罕大學學士學位，後以國防教育法案獎學金進入北卡羅來納大學教堂山分校，1978年取得英國語文學碩士及博士學位。期間曾於德國佛萊堡大學進修一年。
自1978年進入美國國務院，曾任美國駐黎巴嫩大使館領事官及政治官（1979年－1981年）、國務院運作中心監督官（1981年－1982年）、近東暨南亞事務助卿幕僚助理（1982年－1983年）、黎巴嫩國別專責外交官（1983年－1985年）、駐華大使館政治官（1987年－1990年）、國際政勢匯報主任（1989年－1990年）、駐巴基斯坦大使館政軍事務官（1991年－1993年）、國務院政務次卿東亞兼太平洋特助（1993年－1994年）、國務院中國暨蒙古事務處副處長（1994年－1995年）、駐華大使館政治公使銜參贊（1995年－1998年）、國務院聯合國政治事務處長（1999年－2001年）、國務院埃及暨北非事務處長（2001年－2003年）等職務，後續亦擔任駐澳洲大使館副館長（2003年－2005年）及臨時代辦（2005年－2006年）、駐韓大使館副館長（2006年－2009年）。2009年至2012年間擔任美國在台協會台北辦事處處長，任內成就包含台灣獲加入免美簽計畫候選國、美國對台軍售創新高，以及促成美國資深官員來訪等，卸任後於台北美國學校任教。2012年7月17日獲中華民國總統馬英九頒贈特種大綬景星勳章，同年8月1日獲頒表徵在台外國人士特殊成就的外僑永久居留證，是美國在台協會台北辦事處首位卸任後仍繼續留台的處長。
2013年7月17日，出任國立清華大學亞洲政策中心首任主任。2014年10月，就任國立清華大學副校長，負責清大全球事務，後於2017年7月31日卸任。2017年8月1日，獲聘國立臺灣大學國際學院（NTUIC）客座教授。2019年8月16日，獲延攬就任國立陽明大學副校長。

## 观点與政策建議
2013年10月11日，应小英教育基金会邀请，司徒文以《台湾战略地位的重要性》（The Strategic Significance of Taiwan）发表演说。司徒文指出，如果台湾人民决定要与中国统一，美国不会管这些事、不会提供台湾援助。前民进党主席蔡英文全程聆听，简又新、苏嘉全参与。不过他又特別强调，他不代表美国政府立场。一位台大学生用英文发问，如果台湾宣布独立或台湾与中国统一，美国会提供援助吗？司徒文认为，如果台湾受到挑衅或攻击，他相信美国会采取行动；但现在台湾与中国的经济愈来愈紧密，如果美国贸然介入，会有什么代价？维持现状很模糊，两岸要维持现状愈来愈不可能，因每一天都在改变。在司徒文看来，中国至今还不是民主国家、没有法治、透明度不够，但如果中国愿意做一些改变的话，统一或许还有讨论的空间，他不认为中国会很快改变。司徒文对台湾建议，希望台湾参与更多区域组织并签定区域性经济协定，经济就不会这么依赖中国，因此他支持台灣和新加坡、紐西蘭簽署自由貿易協定，台灣也可以在全球化過程中扮演一定的角色，例如爭取加入跨太平洋战略经济伙伴关系协议（TPP）。他也希望台湾尽量游说国会不能任性妄为。
2011年9月，維基解密披露的美國在台協會電文顯示，司徒文用「港片裡精明的小混混」形容台灣加油讚執行長金溥聰；同月9日，金溥聰表示，那應該只是司徒文對他的第一印象，而司徒文給他的第一印象是長得像電影《教父》裡「很有威嚴的代表人物」，現在彼此的看法已經有所不同。
2012年6月，司徒文於台北市美國商會演講，稱臺灣進口美國牛肉問題是台灣實施貿易保護的具體象徵；如果台灣政府禁止美牛進口，台灣就很難與美國重啟美台自由貿易協定談判，更別說台灣未來要加入跨太平洋戰略經濟夥伴關係協議。
2013年3月15日，司徒文出席世界台灣人大會與台灣國家發展聯盟主辦的「2013海內外台灣國是會議」，以「國家安全與台灣未來」為題發表演講。司徒文說，所謂台灣「現狀」是一種錯覺，因為情況在不斷變化，中國越來越強大，台灣在經濟上越來越依賴中國、越來越向大陸靠攏；兩岸關係不會是由台灣人民決定，如果情況並非快速地如大陸所希望的方向發展，大陸對現狀的維持會有多少耐心就不得而知；沒有證據顯示中國共產黨會贊同民主或支持對其掌控權力的任何挑戰，中國現在經濟力強大，民族主義、擴張主義及好戰情緒也會高漲；台灣的經濟應進一步開放，採取吸引外資的措施，和其他國家達成自由貿易協定；台灣人民應重新檢視對國防的支持、並決定採取行動加強國防，第一步就是更多資金，但他「不是來這裡推銷武器」。
2014年9月13日，台灣安保協會主辦「美國重返亞洲與亞太區域安全」國際研討會，司徒文表示，目前國際社會只有台海兩岸均以九段線作為自身南海主權的依據，既不合理、也不符合國際法規範。但2014年9月15日，美國在台協會發言人金明強調，司徒文不再代表美國政府，司徒文的發言純屬個人看法。
2016年底，司徒文在華府智庫全球台灣研究中心（GTI）發表專文〈川普政府對台政策應該如何〉指出，台灣及其在美友人須盡速告知美國新政府台灣的地緣策略重要性，川普和內閣成員都必須瞭解台灣的民主轉型與繁榮模式。川普政府不僅要瞭解台灣，還必須清晰說明美國對台政策，包括強調1982年的六項保證、經常性提出《台灣關係法》條文、依法提供台灣防禦的需要、強化雙方軍事合作、支援台灣裝備國造計畫，特別是潛艦與飛彈系統，並採行更開放與具彈性的政策，允許雙方高階官員定期會晤。